# Kohl (ätt)
Kohl är en svensk adelsätt, med nummer 625 i Riddarhuset.

## Historik
Reinhold von Kohlen var son till myntmästaren David von Kohlen och Maria Rijk i Söderköping. Han adlades 11 september 1641 till Kohl och introducerades i Sveriges Riddarhus 1642 som nummer 295.

## Medlemmar i släkten Beckerfelt
- Reinhold Kohl (död 1642), fältsekreterare.[1]